# اوریدو عمان
اوریدو عمان (انگلیسی: Ooredoo Oman) شرکت مخابرات عمانی است، که در سال ۲۰۰۴ تأسیس شد.